# عقد التضامن المدني

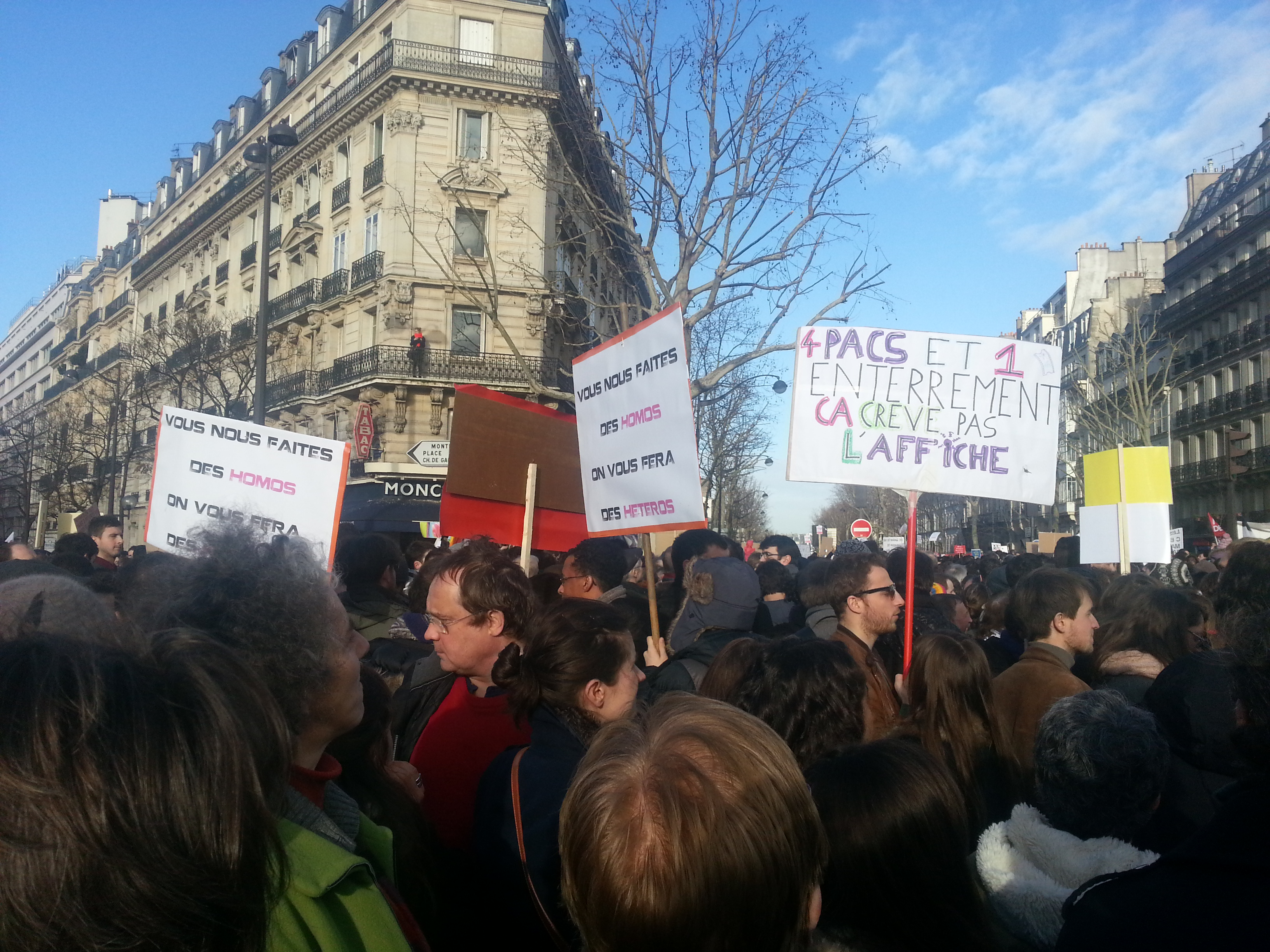
مظاهرة من أجل الزواج للجميع

عقد التضامن المدني أو ميثاق التضامن المدني (بالفرنسية: pacte civil de Solidarité) ، المعروف باسم PACS (يُنطق [paks]) هو عقد بين شخصين بالغين، من نفس الجنس أو من جنسين مختلفين، هدفه تنظيم الحياة المشتركة و تحديد الحقوق والواجبات من جانب الدعم المادي، السكن، الضرائب والحقوق الاجتماعية.وهو يجلب الحقوق والمسؤوليات ، ولكنه أقل مرتبة من عقد الزواج. تمت المصادقة على قانون عقد التضامن المدني سنة 1999 في عهد حكومة جوسبان .عقد التضامن المدني هو شراكة موثقة؛ وهو أحد نوعين من العقود المدنية في القانون الفرنسي وهما عقد الزواج المدني و عقد التضامن المدني.
يمكن الإمضاء على العقد في البلدية أو عند الموثق القضائي. علي خلاف الزواج المدني التقليدي، عقد التضامن المدني يمكن فسخه بسهولة وذلك عبر مجرد رسالة يبعثها أحد من الشركاء إلى المحكمة.